# Вейнтикуатро (Акатлан)
Вейнтикуатро (исп. Veinticuatro) — посёлок в восточной части Мексики, на территории штата Веракрус. Входит в состав муниципалитета Акатлан.

## Географическое положение
Вейнтикуатро расположен в центральной части штата, на расстоянии приблизительно 16 километров (по прямой) к северо-востоку от города Халапа-Энрикеса, административного центра штата. Абсолютная высота — 1921 метр над уровнем моря.

## Население
Согласно данным, полученным в ходе проведения официальной переписи 2005 года, в посёлке проживало 103 человека (56 мужчин и 47 женщин). Насчитывалось 26 домов. По возрастному диапазону население распределилось следующим образом: 27,2 % — жители младше 18 лет, 57,3 % — между 18 и 59 годами и 15,5 % — в возрасте 60 лет и старше. Уровень грамотности среди жителей старше 15 лет составлял 93,2 %.
По данным переписи 2010 года, численность населения Вейнтикуатро составляла 115 человек. Динамика численности населения посёлка по годам:
| 2005 | 2010 |
| ---- | ---- |
| 103  | 115  |